# 1512.
◄ | 15. stoljeće | 16. stoljeće | 17. stoljeće | ►
◄ | 1480-ih | 1490-ih | 1500-ih | 1510-ih | 1520-ih | 1530-ih | 1540-ih | ►
◄◄ | ◄ | 1509. | 1510. | 1511. | 1512. | 1513. | 1514. | 1515. | ► | ►►
Arhitektura • Astronomija • Glazba • Kazalište • Kiparstvo • Knjige • Književnost • Kršćanstvo • Medicina • Politika • Pravo • Promet • Slikarstvo • Znanost
1512. bila je prijestupna godina prema gregorijanskom kalendaru, a započela je u četvrtak.

## Događaji
- 11. travnja – bitka kod Ravenne, francuske snage pobjeđuju španjolske.
- Selim I. nasljeđuje Bejazida II. na mjestu sultana Otomanskog Carstva.
- španjolski konkvistador Juan Ponce de León otkriva otoke Turks i Caicos.
- Turci osvajaju Moldaviju.
- povratak obitelji Medici na vlast u Firenci.
- Osmanlije prodiru do središnjeg dijela Istre

## Rođenja
- 31. siječnja – Henrik I., kralj Portugala(umro 1580.).
- 5. ožujka – Gerardus Mercator, flamansko-njemački kartograf (umro 1594.).
- 10. travnja – Jakov V., kralj Škotske (umro 1542.).
- Galeazzo Alessi, talijanski arhitekt (umro 1572.).
- Marcin Kromer, poljski povjesničar (umro 1589.).
- Diego Lainez, španjolski jezuit i teolog (umro 1565.).
- Tabinšveti, kralj Burme (umro 1550.).
- Adrien Turnèbe, francuski pjesnik (umro 1565.).
- Jeronimo Zurita y Castro, španjolski povjesničar (umro 1580.).

## Smrti
- 2. siječnja – Svante Nilsson, regent Švedske (rođen 1460.).
- 22. veljače – Amerigo Vespucci, talijanski moreplovac (rođen 1454.).
- 11. travnja – Gaston de Foix, francuski plemić i vojskovođa (rođen 1489.).
- 21. svibnja – Pandolfo Petrucci, vladar Siene (rođen oko 1450.).
- 26. svibnja – Bajazid II., turski sultan (* 1448.)
- 12. kolovoza – Alessandro Achillini, talijanski filozof (rođen 1463.).
- Hatuey, poglavica Taína

## Vanjske poveznice
|  | Zajednički poslužitelj ima još gradiva o temi 1512. |